# Giustina Rocca
Giustina Rocca, död 1502, var en italiensk jurist. Hon har kallats världens första kvinnliga advokat. 
Hon var verksam som advokat vid domstolen i Trani, där hon med hjälp av sin juridiska kunskap företrädde personer inför domstol. Att utöva juridik var inte formellt förbjudet för kvinnor vid denna tid, då det än så länge var ett i stora delar oreglerat yrke. Hon är främst känd för att ha avgjort flera diplomatiska ärenden mellan Trani och Venedig. 
Hon beskrevs i Tractatus de iure patronatus (1533), av Cesare Lambertini.